# James Blanchard
James Johnston " Jim " Blanchard (Detroit, 08 de agosto de 1942) é um político norte-americano  do Michigan. Blanchard foi membro da câmara de representantes dos Estados Unidos, Além de ter sido o 45º governador de Michigan foi também embaixador dos Estados Unidos no Canadá.
Blanchard foi eleito para a câmara de representantes dos Estados Unidos pelo 18 Distrito de Michigan, serviu de 3 de janeiro de 1975 a 1 de janeiro de 1983. Eleito governador do Michigan em 1982, foi reeleito para o segundo mandato (1983-1991). Nomeado em 1993, pelo presidente Bill Clinton, embaixador dos Estados Unidos no Canadá, cargo que ocupou até 1996. Em 2002, Blanchard novamente concorreu para o cargo de governador, mas perdeu para Jennifer Granholm.